# Srbski citatni indeks
Srbski citatni indeks (srbsko Српски цитатни индекс, latinizirano: Srpski citatni indeks; SCIndeks (srbsko СЦИндекс, latinizirano: SCIndeks)) je kombinacija spletne multidisciplinarne bibliografske podatkovne zbirke, nacionalnega citatnega indeksa, prostodostopnega repozitorija polnih besedil revij in platforme za elektronsko založništvo. Razvija in vzdržuje ga Center za evalvacijo v izobraževanju in znanosti (Centar za evaluaciju u obrazovanju i nauci, CEON/CEES) s sedežem v Beogradu, Srbija. CEON je raziskovalno-razvojna znanstveno-tehnološka opazovalnica. Ukvarja se z razvojem informometričnih metod in informacijskih virov, namenjenih evalvaciji različnih akademskih subjektov in hkrati promociji raziskovalnih rezultatov. Aprila 2023 je indeksiral 290 srbskih znanstvenih revij z vseh področij znanosti in vseboval več kot 118.000 bibliografskih zapisov ter več kot 1,9 milijona bibliografskih referenc.
SCIndeks deluje kot agencija za registracijo DOI in ponudnik podatkov OAI-PMH. Je tudi ponudnik podatkov OpenAIRE. Srbski citatni indeks je član Odbora za publicistično etiko (COPE).

## Značilnosti
Medtem ko je vsebina SCIndeksa uporabnikom prostodostopna, se založniki indeksiranih revij naročijo na enega od štirih paketov storitev, ki omogočajo različne ravni indeksiranja vsebine in nadzora kakovosti: od osnovnih bibliografskih podatkov (brez celotnih besedil) do dostopnosti celotnih besedil, dodeljevanje DOI, bibliometrično vrednotenje, podpora vodenju revij in odkrivanje plagiatorstva.
Jedro SCIndeksa je iskalna bibliografska podatkovna zbirka, ki vsebuje tudi podatke o citatih. Zanaša se na repozitorij celotnega besedila (Repozitorij SCIndeks). Repozitorij in profili revij se vzdržujejo prek storitve Editor Service, zaledne platforme za urednike revij. Založniki se lahko naročijo tudi na SCIndeks Assistant, [6] sistem za upravljanje revij, ki temelji na Open Journal Systems in je obogaten s številnimi interno razvitimi storitvami, orodji in protokoli, ki omogočajo normalizacijo imen, pripadnosti in informacij o financiranju; avtomatizirano razčlenjevanje in oblikovanje referenc; ujemanje referenc in citatov; dodeljevanje ključnih besed ipd. SCIndeks Assistant omogoča tudi odkrivanje plagiatorstva s pomočjo preverjanja podobnosti Crossref z uporabo servisa iThenticate.
Bibliometrični podatki, ki jih vsebuje SCindeks, se uporabljajo za generiranje kumulativnih letnih poročil o uspešnosti indeksiranih revij – Journal Bibliometric Report, ki spremlja več kot 20 kvantitativnih in kvalitativnih kazalnikov.
SCindeks registriranim uporabnikom ponuja številne funkcionalnosti, npr. prilagojeno iskanje in opozorila o shranjenem iskanju.

## Ozadje in zgodovina
Pred razvojem SCIndeksa sta bila dva projekta: SocioFakt Online (citirana podatkovna zbirka za družboslovje, vzpostavljena leta 2001) in SocioFakt Open Access (repozitorij polnih besedil, v katerem je bilo mogoče v celoti iskati in zbirati, vzpostavljen leta 2004). Obe podatkovni zbirki je razvil CEON/CEES. SCIndeks se naslanja na oba projekta, vendar pokriva vsa področja znanosti.
Že od samega začetka je bil SCIndeks uporabljen kot vir informacij za vrednotenje lokalno objavljenih revij, na primer Journal Bibliometric Report, lokalni dvojnik Journal Citation Reports.
SCIndeks je prvotno financiralo Ministrstvo za znanost, kar pomeni, da so bile indeksiranje in bibliometrične analize za revije brezplačne. Po tem modelu je bilo zajetih skoraj 500 revij in skoraj 40 % člankov je bilo na voljo kot polno besedilo. Leta 2015 je Ministrstvo za izobraževanje, znanost in tehnološki razvoj prenehalo podpirati SCIndeks. Posledično je SCIndeks spremenil poslovni model: založnikom revij, ki jih zanima indeksiranje in vrednotenje revij, ni bil več na voljo brezplačno, bralcem pa je ostal prostodostopen.
V letih 2016–2017 so SCIndeks nadgradili tako, da omogoča integracijo kode ORCID in normalizacijo informacij o financerjih. Omogočili so mu tudi združljivost z OpenAIRE.
Storitev za podporo pravilnikom in licenciranjem je bila uvedena v storitvi Editor. Revijam omogoča, da opredelijo svojo uredniško politiko na podlagi standardizirane predloge, ki v celoti ustreza zahtevam. Te zahteve je leta 2014 postavil Imenik prostodostopnih revij (DOAJ).